# Сицилийская история призраков
Сицилийская история призраков (фр. Sicilian Ghost Story) — копродукционная кинодрама 2017 года, поставленный режиссёрами Фабио Грассадониею и Антонио Пьяцца. Лента участвовала в программе секции Международная неделя критики на 70-м Каннском международном кинофестивале (2017).

## Сюжет
В сицилийском селе на краю леса исчез тринадцатилетний Джузеппе. Одноклассница Джузеппе Луна, влюблённая в него, отказывается согласиться с таинственным исчезновением. Девочка восстает против молчаливого сочувствия окружающих и отправляется на поиски Джузеппе.